# Joan Pons Álvarez
Joan Pons Álvarez (Ciutadella de Menorca, 8 d'agost de 1946) és un baríton dramàtic menorquí reconegut mundialment com un dels principals barítons dramàtics del nostre temps.
De manera gairebé casual ingressà al cor del Gran Teatre del Liceu de Barcelona, i des d'aquell moment es lliurà completament al cant. Va guanyar l'atenció mundial el desembre de 1980 quan va obrir la temporada de la Scala de Milà en el paper protagonista de Falstaff en la producció de Giorgio Strehler, sota la direcció de Lorin Maazel. Va tornar a La Scala un mes més tard per a fer-hi el seu debut -igualment aclamat- com Tonio en la producció de I Pagliacci de Franco Zefirelli. Des de llavors canta regularment a La Scala, on ha interpretat obres com Tosca, La Traviata, La fanciulla del West, Gianni Schicchi, Il tabarro, Cavalleria Rusticana, etc.
Al llarg de la seva carrera, Joan Pons ha cantat regularment en els més prestigiosos escenaris d'òpera del món, incloent-hi l'Òpera Estatal de Viena, Covent Garden de Londres, Opéra Bastille de París, l'Òpera Estatal de Bavieria, les d'Hamburg, Múnic i Zúric, el Gran Teatre del Liceu de Barcelona, el Teatre de la Zarzuela de Madrid, el Teatre Real de Madrid, les Òperes de Roma i Florència, el Teatro La Fenice de Venècia, el Teatre Communale de Bolonya, el Teatre Regi de Parma, l'Arena de Verona, les termes de Caracal·la, etc. Va fer el seu debut en el Metropolitan Opera House de Nova York el 1983 amb Il trovatore i des de llavors apareix regularment en la seva programació, i hi ha interpretat Rigoletto, Un ballo in maschera -dirigit per James Levine-, La Traviata, I Pagliacci, Madama Butterfly i Lucia di Lammermoor, entre d'altres. Va cantar amb Plácido Domingo i Luciano Pavarotti a l'obertura de la Temporada 1994/1995 del Metropolitan Opera House de Nova York. A més de les seves premières a Il tabarro i I Pagliacci en la temporada 1994-1995, hi va cantar també Rigoletto, Tosca i La Traviata i és un dels pocs cantants que no han faltat a la programació del MET des del seu debut l'any 1983. Als Estats Units ha cantat també a Chicago, Dallas, Washington, San Diego i San Francisco.
L'any 1992 va aparèixer igualment com convidat especial en la cerimònia d'obertura dels Jocs Olímpics de Barcelona, un esdeveniment que va ser transmès en directe per la televisió a una audiència internacional estimada en mil milions de persones. Aquest mateix any va participar en l'Expo de Sevilla. El 18 de novembre de l'any 2000 va ser nomenat doctor honoris causa per la Universitat de les Illes Balears. L'1 de desembre de 2006 fou nomenat fill il·lustre de Ciutadella.
El seu extens catàleg d'enregistraments discogràfics inclou Tosca, La Fanciulla del West, Il Tabarro i Aroldo per a CBS/SONY. La Forza del Destino, Madame Butterfly i Cavalleria Rusticana sota la direcció de Giuseppe Sinopoli; La Traviata amb James Levine, Lucia di Lammermour i El gato montés per Deutsche Grammophone i I Pagliacci per Phillips amb Ricardo Mutti. Il Tabarro per London/Decca i Falstaff amb Ricardo Mutti per CBS/SONY. Entre els seus més recents enregistraments podem comptar amb Heoridade i les sarsueles Luisa Fernanda, La Tabernera del Puerto i Marina. Els seus enregistraments en vídeo-disc són: la producció del Metropolitan de Elisir d'Amore amb James Levine, la producció de La Scala de La fanciulla del West, Aida i Gianni Schicchi sota la direcció de Lorin Maazel, I Pagliacci per Phillips i la Gal·la Lírica de Sevilla per a BMG.
L'any 2014 ha estat guardonat, conjuntament amb el Teatre Principal de Maó, amb la Medalla d'Or al Mèrit en les Belles Arts pel Govern espanyol.